# Vela nos Jogos Pan-Americanos de 2023 - IQFoil masculino
A classe IQFoil masculino da vela nos Jogos Pan-Americanos de 2023 foi disputada entre 28 de outubro e 3 de novembro de 2023 na Confraria Náutica do Pacífico, em Algarrobo. Um total de 10 velejadores de 9 Comitês Olímpicos Nacionais (CON) participaram do evento.

## Calendário
Horário local (UTC−3).
| Data          | Hora  | Fase                    |
| ------------- | ----- | ----------------------- |
| 28 de outubro | 12:58 | Regatas 1, 2, 3 e 4     |
| 30 de outubro | 15:02 | Regatas 5, 6, 7, 8 e 9  |
| 31 de outubro | 13:05 | Regatas 10, 11, 12 e 13 |
| 2 de novembro | 13:11 | Regatas 14, 15 e 16     |
| 3 de novembro | 14:59 | Quartas de final        |
| 3 de novembro | 15:48 | Semifinal               |
| 3 de novembro | 16:13 | Final                   |

## Medalhistas
| Ouro   | BRA Mateus Isaac  |
| Prata  | ARU Ethan Westera |
| Bronze | USA Noah Lyons    |

## Resultados
Estes foram os resultados obtidos da competição, com os descartes entre parênteses:
| Pos.              | Velejadores        | CON                      | Regata   | Regata   | Regata   | Regata | Regata | Regata | Regata | Regata | Regata   | Regata | Regata | Regata | Regata   | Regata | Regata | Regata | Regata | Regata | Regata | Pts. Tot. | Pts. Net |
| Pos.              | Velejadores        | CON                      | 1        | 2        | 3        | 4      | 5      | 6      | 7      | 8      | 9        | 10     | 11     | 12     | 13       | 14     | 15     | 16     | QF     | SF     | F      | Pts. Tot. | Pts. Net |
| ----------------- | ------------------ | ------------------------ | -------- | -------- | -------- | ------ | ------ | ------ | ------ | ------ | -------- | ------ | ------ | ------ | -------- | ------ | ------ | ------ | ------ | ------ | ------ | --------- | -------- |
| Medalha de ouro   | Mateus Isaac       | BRA Brasil               | 1        | (5)      | 3        | 2      | 3      | (5)    | 4      | 3      | 3        | 2      | 2      | 4      | (11) UFD | 2      | 3      | 1      | —      | 1      | 1      | 54        | 33       |
| Medalha de prata  | Ethan Westera      | ARU Aruba                | 2        | 1        | 1        | 1      | (5)    | 1      | 2      | 1      | 1        | 3      | 1      | 2      | (11) UFD | 1      | 4      | 4      | —      | —      | 2      | 41        | 21       |
| Medalha de bronze | Noah Lyons         | USA Estados Unidos       | 3        | 3        | 2        | 3      | 2 STP  | 3      | 1      | 2      | (4)      | 1      | 4      | (5)    | (11) UFD | 4      | 1      | 2      | —      | 2      | 3      | 51        | 31       |
| 4                 | Francisco Saubidet | ARG Argentina            | 5        | 4        | 4        | 4      | 4      | 4      | 5      | 5      | 2        | 4      | (8)    | 1      | (11) UFD | 5      | (7)    | 7      | 2      | 3      | —      | 80        | 54       |
| 5                 | Simón Gómez        | COL Colômbia             | 4        | 7        | 8        | 7      | (9)    | (9)    | (9)    | 8      | 5        | 9      | 7      | 9      | 2        | 9      | 9      | 9      | 1      | 4      | —      | 120       | 93       |
| 6                 | Jeronimo Abogado   | MEX México               | (8)      | 2        | 7        | 6      | 7      | (8)    | 7      | 7      | 8        | 8      | 6      | 8      | (11) UFD | 7      | 8      | 8      | 3      | —      | —      | 116       | 89       |
| 7                 | José Estredo       | VEN Venezuela            | (6)      | (8)      | (6)      | 5      | 2      | 2      | 3      | 4      | 6        | 6      | 3      | 3      | 1        | 3      | 2      | 5      | 4      | —      | —      | 65        | 45       |
| 8                 | Marcos Quiroga     | ARG Argentina            | 9        | (11) DNF | 9        | 9      | 8      | 7      | 6      | 6      | (11) UFD | 7      | 9      | 6      | (11) UFD | 6      | 5      | 3      | 5      | —      | —      | 123       | 90       |
| 9                 | Samuel Pérez       | DOM República Dominicana | 7        | 6        | 5        | (8)    | 6      | 6      | (8)    | (9)    | 7        | 5      | 5      | 7      | 3        | 8      | 6      | 6      | 6      | —      | —      | 102       | 77       |
| 10                | Andrés Karmy       | CHI Chile                | (11) DNF | (11) DNF | (11) DNF | 11 DNF | 11 DNF | 11 DNF | 11 DNF | 11 DNF | 11 DNF   | 10     | 10     | 10     | 4        | 10     | 10     | 10     | 7      | —      | —      | 163       | 130      |

Legenda
| - DSQ = Desclassificação; - DNE = Desclassificação não descartável; - DNF = Não cruzou a linha de chegada; | - DNC = Não compareceu na área de largada; - DNS = Não largou; - STP = Penalidade padrão; | - UFD = Desclassificação por bandeira "U"; - BFD = Desclassificação por bandeira preta; - OCS = Queima de largada. |